# Visual Studio Team System
Visual Studio Team System
Para entender as funcionalidades do Visual Studio Team System é necessário tomar conhecimento de que não estamos tratando de um software, mais que isso, estamos falando de um conjunto de aplicativos que gerenciam um projeto e permitem integração entre todos os envolvidos. O VSTS(Visual Studio Team System) tem como objetivo suportar todo o ciclo de desenvolvimento de software. Cada uma das ferramentas que compõem o conjunto são para reduzir a complexidade e facilitar a colaboração entre os membros, resultando em um processo de desenvolvimento mais eficiente e previsível. Simplificando, o pacote contém sete suítes, cada uma delas destinada a um profissional em especifico da área de desenvolvimento.
Team Foundation Server
O Team Foundation Server, ou simplesmente TFS, oferece uma série de recursos, alguns exemplos são: colaboração em equipe, controle de versões, gerenciamento de mudanças e de compilações, e relatórios. Itens de trabalho personalizáveis, acompanhamento de bugs, atribuição de tarefas e suporte a implementação de metodologias.
Team Suite
Oferece aos membros da equipe um conjunto completo de ferramentas para o desenvolvimento de software. É imprescindível quando os desenvolvedores testam aplicações ou geram código em banco de dados, atribuindo flexibilidade máxima às ferramentas. 
Team Edition for Software Architects
É um conjunto de ferramentas de design para criação e arquitetura de aplicações distribuídas; permite a validação do design em ambiente operacional, reduz ainda o risco de problemas na implantação.
Team Edition for Software Developers
Ferramentas de desenvolvimento avançadas que incorporam qualidade com maior frequência. Analisa a performance permitindo aos desenvolvedores medir, avaliar e solucionar questões críticas.
Team Edition for Database Professionals
Ajuda tanto desenvolvedores quanto administradores de banco de dados a criarem aplicações, gerenciarem alterações, realizarem testes e implantarem bases de dados SQL Server.
Team Edition for Software Testers
Solução de teste de carga web. Fornece recursos completos de testes unitários.
Team Test Load
Gera testes mais complexos e de alta carga de usuários. Remotos ou distribuídos.
Referências e assuntos relacionados:
Visual Studio Team System - Visão geral
VSTS - Visão geral por Fábio Câmara e Marcus Garcia
Medindo o sucesso das fábricas de software
Team Foundation Version Control - Visão geral